# Werner Heisenberg
Werner Karl Heisenberg (5. prosince 1901 Würzburg – 1. února 1976 Mnichov) byl německý teoretický fyzik, matematik a filozof, jemuž byla za podíl na objevu kvantové mechaniky v roce 1932 udělena Nobelova cena za fyziku. Heisenberg jako první sestavil matematický model atomu pomocí maticového výpočtu. Společně s Maxem Bornem a Pascualem Jordanem je zakladatelem tzv. maticové kvantové mechaniky – popisu atomu v relativistickém pojetí fyziky (tzv. Heisenbergova-Bornova-Jordanova mechanika). Heisenberg byl nejvýznamnějším spolupracovníkem a hlavním matematikem významného dánského teoretického fyzika Nielse Bohra. Mezi jeho další významné objevy patří zejména matematický princip nekomutativnosti násobitele, kterou objevil v oblasti maticového výpočtu. (tzv. nutnost změny pořadí součinu matice, která je jedním z principů maticové algebry) Jeho nejznámějším a nejproslulejším objevem je však slavný tzv. Heisenbergův princip neurčitosti (relace neurčitosti). Společně s Wolfgangem Paulim jsou zakladateli základních principů tzv. teorie kvantového pole.
Již ve svých dvaadvaceti letech obhájil (s nečekanými potížemi) doktorát z fyziky a brzy se stal vysokoškolským profesorem. Byl aktivním sportovcem, horolezcem, milovníkem vážné hudby a uznávaným amatérským klavíristou.

## Studia
Již při středoškolském studiu na gymnáziu, si vyučující zejména matematiky a fyziky všimli Heisenbergova mimořádného nadání. V roce 1920 Werner Heisenberg zahájil studium na vysoké škole v Mnichově a velmi brzy na sebe svým nadáním upoutal průkopníka atomové a kvantové fyziky prof. Arnolda Sommerfelda. V roce 1922 se stává odborným asistentem vynikajícího matematika a fyzika Maxe Borna na univerzitě v Göttingenu. V roce 1923 se setkal s Albertem Einsteinem, což Heisenberg považoval za zásadní impuls ve své další vědecké kariéře. V roce 1923 Werner Heisenberg získal doktorát z hydrodynamiky a v následujícím roce 1924 dokončil habilitační práci nutnou k výuce na vysokých školách. Již v roce 1925 se osobně setkal na Ústavu teoretické fyziky v Kodani s Nielsem Bohrem. V červenci 1925 vydal vědeckou publikaci, ve které objasnil princip nekomutativního násobení a ihned o něj projevily zájem nejprestižnější univerzity z celé Evropy. V září 1925 vyšla ve spolupráci s Pascualem Jordanem první vědecká publikace o kvantové mechanice Zur Quantenmechanik. V listopadu 1925 vyšla proslulá vědecká publikace „tří mužů“, Borna, Heisenberga a Jordana Zur Quantenmechanik II, která je základním pilířem teorie kvantové mechaniky. Následující rok se stal profesorem na proslulé univerzitě v Göttingenu.

## Heisenbergova rovnice
Heisenbergova rovnice je relativistickým abstraktním modelem popisu atomu. Matematickým aparátem je vektorový a maticový počet. Tento přístup a vysvětlení atomu upoutal nejen Nielse Bohra, ale také jeho švýcarského kolegu Wolfganga Pauliho.
Počátkem roku 1926 však přišel do atomové fyziky nečekaný impuls. Ve čtyřech vědeckých publikacích (cca 140 stránek) zveřejnil odlišný popis atomu rakouský fyzik a matematik Erwin Schrödinger. Jeho rovnice popisuje časový a prostorový vývoj vlnové funkce částice, která se pohybuje v poli sil. Heisenberg na Schrödingerovo pojetí vizualizace atomu veřejně zaútočil a označil jeho pojetí za zcela nesmyslné a scestné. Erwin Schrödinger obhajoval svoji časoprostorovou vlnovou rovnici a označil Heisenbergovu matematicko-abstraktní pojetí atomu za naprosto naivní a v podstatě hloupé. Na Schrödingerově přednášce v Mnichově v roce 1926 dosáhl jejich názorový rozpor vrcholné fáze. Heisenberg zde Schrödingera před veřejností osobně napadl. Vědeckou komunitou a studenty v Mnichově byl však Heisenberg z vysokoškolské auly doslova vypískán. Schrödingerova pohybová rovnice byla pro Heisenberga určitou osobní urážkou, která principiálně vyvracela jeho koncepci abstraktní matematické derivace popisu atomu.
Tyto dva na první pohled zcela odlišné matematické i filozofické pohledy na podstatu popisu atomu, jsou však z hlediska dnešní kvantové mechaniky zcela ekvivalentní, tzn. vzájemně se doplňují. Tuto skutečnost později při svých matematických revizích doložil i samotný Erwin Schrödinger.

## Návrat do Kodaně

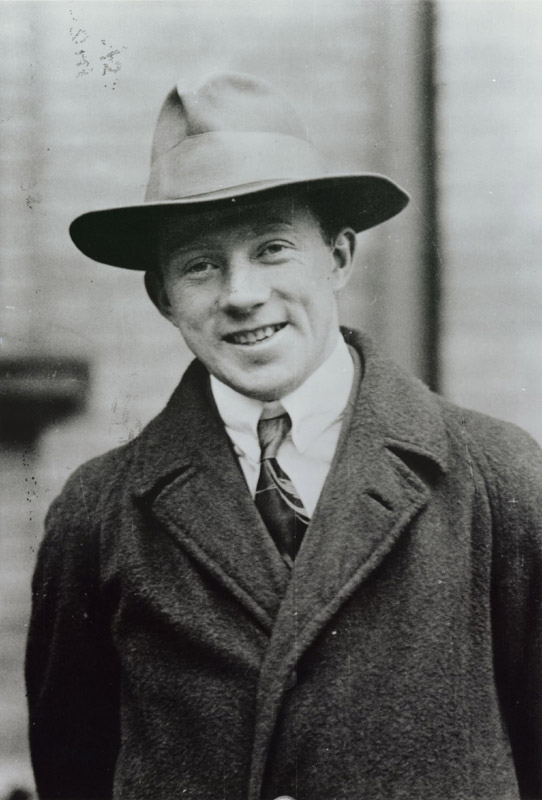
1926

Koncem roku 1926 se Heisenberg zklamaný neúspěchem v Mnichově vrátil zpět na Ústav teoretické fyziky do Kodaně. Společně s Bohrem intenzívně hledali řešení, jak znovu vědeckému světu dokázat správnost cesty v jejich kvantovém popisu atomu. Téměř celá odborná vědecká komunita však byla v této chvíli proti jejich striktně matematickému modelu popisu atomu.
Britský teoretický fyzik a popularizátor vědy prof. Jim Al-Khalili z univerzity v Surrey zformuloval hlavní výchozí myšlenky Heisenbergovy rovnice o popisu atomu ve svém dokumentárním pořadu Atom 1 takto: „Atom je natolik jedinečný a neobvyklý, že jej nelze degradovat pomocí jednoduché analogie v podobě jakési pravděpodobnostní vlny, ani prostřednictvím oběžné dráhy, tak jak se o to pokusil Erwin Schrödinger se svou vlnovou rovnicí. Taktéž nelze přijmout model vícepodlažní budovy, jak ji představil Niels Bohr. Nastal čas vzdát se jakékoliv snahy o vizualizaci – nákres atomu.“

## Heisenbergův princip neurčitosti
Werner Heisenberg došel ve svých nesmírně problematických úvahách postupně k názoru, že atom je v podstatě omezenosti lidského smyslového vnímání v konečném důsledku nepoznatelný. Z této teze vyvodil, že člověk je ve svém pozorování atomu limitován tím, jak se částice chovají na subatomární úrovni. „Protože nemůžeme přesným fyzikálním měřením přesně určit polohu elektronu, nelze správně zjistit zejména jeho hybnost a energii.“
V roce 1927 Heisenberg zformuloval slavný princip neurčitosti. Ten specifikuje jisté teoretické hranice naší schopnosti provádět vědecká měření. Podle principu neurčitosti ani sebelepší zdokonalení měřícího přístroje nedovolí získat absolutně přesné výsledky (se stejnou přesností neurčíme nikdy dráhu a rychlost elektronů – čili jejich polohu – a energii. Podle nových poznatků v této původní formulaci již tento princip zcela neplatí). Heisenbergův princip neurčitosti byl pro Nielse Bohra a jeho kolegy klíčovým impulsem ke svolání proslulé Solvayské konference v Bruselu v roce 1927. V témže roce byl Heisenberg jmenován ředitelem (ordentlicher Professor) teoretické fyziky a vedoucím katedry fyziky na univerzitě v Lipsku. Heisenberg prostřednictvím Pauliho vylučovacího principu objasnil záhady ferromagnetismu a počátkem roku 1929 rozpracoval společně s Paulim základy teorie kvantového pole. Téhož roku uskutečnil s Paulem Diracem světové turné – návštěvy vysokých škol a vědeckých institucí v Číně, Indii, Japonsku, USA a Rusku.

## Heisenberg a nacistické Německo

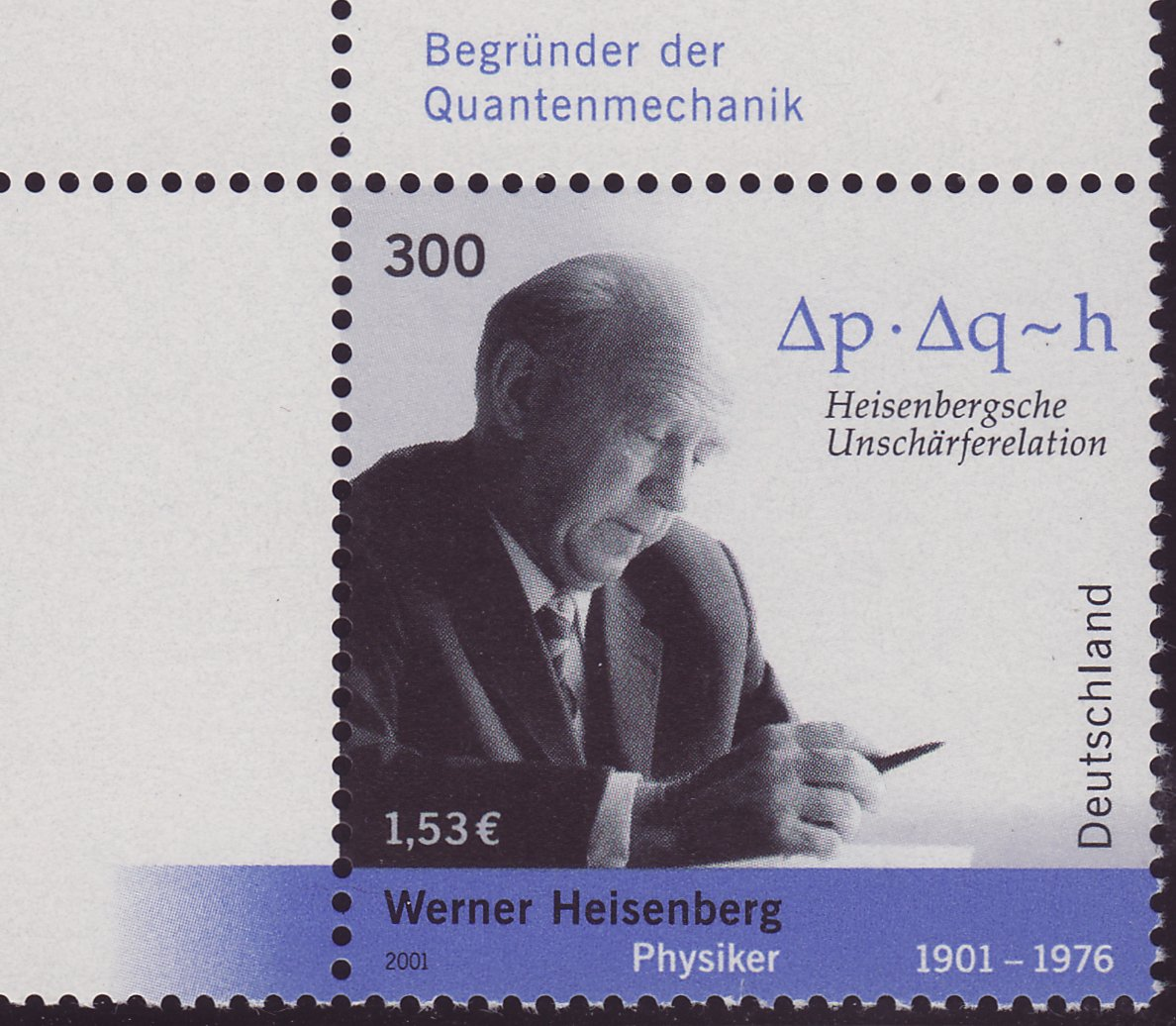
Heisenberg na německé poštovní známce

Přestože Heisenberg nebyl přesvědčený nacista, odmítl emigrovat před příchodem druhé světové války z rodného Německa. Během ní byl pak hlavní osobou německého projektu na sestrojení jaderného reaktoru a jaderné zbraně. Heisenberg sice nebyl členem NSDAP a s nacisty „přímo nesympatizoval“, nicméně to byl především on, komu se podařilo u nacistů probudit zájem o tuto „neárijskou teorii“. Hlavně se mu podařilo je přesvědčit, že lze výzkum prakticky využít pro sestrojení jaderného reaktoru i jaderné zbraně.
Pokud jde o práci německých atomových vědců, byla jejich činnost desítky let líčena tak, že atomovou bombu mohli Němci vyrobit, ale němečtí vědci tento projekt záměrně sabotovali. O této skutečnosti chtěl Heisenberg vyrozumět v Kodani svého kolegu Nielse Bohra. Zde se však Heisenberg setkal se zásadním neporozuměním a Bohr se nad nabídkou možnosti spolupráce s nacisty úplně zhrozil. Avšak stěžejním zdrojem pro rozšíření této legendy ve světě je nepochybně bestseller žurnalisty Roberta Jungka Jasnější než tisíc sluncí (1956) a také Heisenbergovy zajímavé, nicméně právě v tomto ohledu mystifikující vzpomínky Část a celek: Rozhovory o atomové fyzice (1969). Celý tento morálně-konspirační příběh nejnověji ještě umocnil další žurnalista Thomas Powers ve své knize Heisenbergova válka (1993). Heisenberg je u něj dokonce vylíčen jako sabotér celého jaderného projektu, který zamlčoval zásadní výpočty a poskytoval nesprávné údaje. Podle něj byl přímo tím, kdo celý projekt znemožnil a v konečném důsledku umrtvil. O neblahém setkání Heisenberga s Bohrem v okupované Kodani roku 1941 byla sepsána úspěšná divadelní hra Kodaň (Copenhagen) od M. Frayna.

## Uranverein (uranový spolek)
Atomoví vědci pracovali v tzv. Uranovém spolku, který byl zřízen v roce 1939. Byl součástí fyzikálního institutu Společnosti císaře Viléma na podporu věd, jež byla jednou z nejdůležitějších a nejvýznamnějších vědeckých organizací 20. století.
Od devadesátých let 20. století máme k dispozici téměř kompletní dokumentaci o každodenní práci fyziků a matematiků. Dále je k dispozici řada dalších průkazných archivních materiálů, které vedly k vyvrácení a reinterpretaci uvedené legendy o Heisenbergovi a činnosti celé skupiny. Mezi jeho členy patřili např. Otto Hahn, Max von Laue, Philipp Lenard, Walther Gerlach, Kurt Diebner, Abraham Ezau, Klaus Clusius, Walther Bothe, Erich Bagge a mnoho dalších vynikajících vědců. Velkolepý projekt byl zahájen v dubnu 1939 a poté byl přeorganizován 1. září 1939 (tzv. druhý uranverein). Když v prosinci 1938 Otto Hahn a Fritz Strassmann za přispění Lise Meittnerové dokázali, že atomy uranu lze rozštěpit jejich bombardováním neutrony, představoval Uranový spolek absolutní světovou špičku. Projekt byl původně rozdělen do devíti fyzikálních ústavů a jejich cíle byly rozděleny do třech oblastí – jaderný reaktor, uran s těžkou vodou a obohacování uranu. Heisenberg byl ředitelem Ústavu teoretické fyziky na univerzitě v Lipsku až do léta 1942 a byl jednou z největších vědeckých kapacit celého projektu. V počátku se zabýval zejména separaci izotopů a měření jaderných konstant. (Cca 7 fyziků a fyzikálních chemiků). Byla to však jen jedna část celého rozsáhlého německého „atomového klubu“. 

### První jaderný reaktor
Pod vedením Heisenberga byl v Lipsku sestaven pravděpodobně první funkční pokusný jaderný reaktor na světě. Koule vyplněná uranem, parafinem a těžkou vodou, v níž skutečně docházelo k omezenému jadernému štěpení. V červnu 1942 však reaktor z dosud neobjasněných příčin explodoval.[zdroj?] Později v Berlíně vznikl nový reaktor, kde už měla probíhat skutečná řízená řetězová jaderná reakce. O tomto objevu se po válce ovšem velmi dlouho mlčelo. Dne 4. června 1942 byl Heisenberg povolán jako „vedoucí projektu“, aby podal zprávu ministrovi průmyslu Albertovi Speerovi o výsledcích výzkumu k rozvoji jaderných zbraní. Heisenberg konstatoval, že bomba nemůže být postavena před rokem 1945 a bude vyžadovat značné finanční výdaje i mnoho dalších kvalifikovaných pracovních sil.[zdroj?]
Od 9. června 1942 došlo rozhodnutím Alberta Speera a Adolfa Hitlera k revizi cílů výzkumu uranového spolku. Uranový projekt měl pokračovat v oblasti využití jeho tepelné energie. 1. července 1942 byl Heisenberg jmenován ředitelem fyzikálního institutu císaře Viléma (Kaiser-Wilhelm Institut für Physik) a v únoru 1943 byl jmenován ředitelem ústavu teoretické fyziky v Berlíně. V dubnu téhož roku byl zvolen členem Pruské akademie věd.

## Heisenberg a jaderná zbraň
Nebyl to přímo Heisenberg, kdo vedl od počátku hlavní část vývoje jaderné zbraně. Mnohem větší nadšení pro atomovou bombu projevil fyzik, vynálezce a politik Wilhelm Ohnesorge, který se ve Třetí říši stal ministrem poštovních úřadů. Když Hitlerovi líčil skvělé možnosti nové zbraně, ten mu odpověděl: „To by mi tak ještě scházelo – aby atomovou bombu vynalezl můj ministr pošt!“ Ohnesorge angažoval schopného fyzika a technika barona Manfreda von Ardenneho, vynálezce elektronového mikroskopu. Ten dal dohromady výzkumný tým, jehož největší hvězdou se od roku 1940 stal rakouský fyzik Fritz Houtermans. Skupina stavěla výkonný urychlovač částic a pravděpodobně pokračovala i ve vývoji lipského reaktoru. Čeho všeho dosáhli, není příliš jasné, protože Rusové po válce von Ardenneho i s celým jeho institutem přestěhovali na Krym. Kolem jejich aktivit je dodnes mnoho nejasného a ledacos stále ještě přísně tajného. Jiné skupiny usilovaly o bombu v rámci armády nebo jednotek SS. O nich se toho ví dodnes vůbec nejméně.

### Erich, Schumann
Jedním z nejmocnějších a nejvlivnějších jaderných fyziků v nacistickém Německu byl zejména Erich Schumann. Byl ředitelem katedry fyziky II na Rýnské univerzitě Fridricha Viléma v Bonnu. Byl také vedoucím výzkumného oddělení HWA, náměstkem ministra vědy oddělení OKW a zplnomocněncem pro vysoce výbušné látky. Společně s Kurtem Diebnerem měl po celou dobu projektu větší kontrolu nad výzkumem jaderného štěpení, než měl Walther Bothe, Klaus Clusius, Otto Hahn, Paul Harteck nebo Werner Heisenberg.

### Společnost Maxe Plancka
V roce 1997 umožnila Společnost Maxe Plancka badatelům ničím nerušený a nadále už necenzurovaný přístup k veškerým archivním dokumentům. Tak započal komplexní výzkum vědeckých aktivit nejen tohoto sdružení. „Pro dokreslení můžeme uvést, že Heisenberg byl jedním z těch, kdo působil po válce v tzv. denacifikačním procesu a určitým způsobem rehabilitoval i vědce, kteří byli přesvědčení nacisté.“ Nejnovější publikací k uvedenému tématu je rozsáhlá a fundovaná kniha šestnácti historiků vědy s názvem – Společnost císaře Viléma za národního socialismu (2009).
Mark Walker, jeden z autorů publikace, uvádí, že se v roce 2004 z ruských archivů podařilo získat překvapivě klíčové a doslova skandální důkazy. Dokumenty byly zabaveny v německých ústavech na konci války sovětskou NKVD a celá desetiletí o nich nevěděli ani spojenci. Tyto archivní materiály mimo jiné potvrzují, že jaderní vědci včetně Heisenberga výzkum nijak nebrzdili ani nesabotovali. Skutečnost je bohužel přesně opačná. „Na sestrojení jaderného reaktoru a přípravě nukleární zbraně (především skrze plutoniovou alternativu), naopak až do svého zadržení na konci války intenzívně a úporně pracovali. Nejnovější výzkumy tedy dosvědčují, že fyzici s nacisty, kteří považovali kvantovou teorii za příliš formální, nepraktickou a židovskou, aktivně kolaborovali.“

## Závěr
Do celkového obrazu o činnosti Heisenberga nám však podle Walkera zbývá doplnit ještě jeden důležitý a stále chybějící dokument. Týká se propočtu kritického množství štěpného materiálu potřebného k sestrojení uranové a plutoniové bomby. Na konci vývoje měla být tzv. „špinavá jaderná bomba“. V dokumentech Heisenbergovy skupiny se zachoval pouze nákres takového zařízení, jehož hmotnost a rozměry přesně odpovídaly parametrům rakety V-2. Skutečných příčin, proč k jaderné zbrani Němci nakonec nedospěli, je patrně víc. Rozhodující byl zřejmě Hitlerův nezájem. Podle některých výpovědí se bomby bál ze stejných důvodů, proč nechtěl jiné zbraně hromadného ničení (např. chemické a bakteriologické). Hitler údajně řekl roku 1944 Otto Skorzenymu : „Jako odpověď na první bombu by přišla druhá a lidstvo by bylo nuceno se vydat na cestu k vyhubení“. S jiným zdůvodněním přišel při Norimberském procesu Albert Speer, ministr zbrojního průmyslu. Podle něj chtěl Hitler v zimě 1941–42 vědět, jestli je možné bombu připravit během tři čtvrtě roku. Když obdržel zápornou odpověď, ztratil Hitler o tuto „superzbraň“ zájem.
1. května 1945 byl Werner Heisenberg společně s dalšími devíti vědci uranového spolku zatčen spojenci ve známé operaci Epsilon. Poté byli vědci internováni až do ledna 1946 ve Farm Hall v Anglii. Během tohoto období byli vědci odposloucháváni, aby se zjistilo jak blízko bylo Německo k sestavení jaderné zbraně.
V říjnu 1945 se objevila zpráva od maršála Žukova určená Stalinovi. V listě má být uvedeno: „Na základě námi shromážděného materiálu je možné dospět k závěru, že Němci dosáhli na poli jaderné energie dobrých výsledků v oblasti teoretického i praktického výzkumu, včetně využití jaderné energie ke stavbě atomové bomby.“ Na stavu věci se tedy na základě Žukovova dokladu v podstatě nic zásadního nemění: „Třetí říše neměla nikdy průmyslové kapacity k vyprodukování plutonia 239 nebo dokonce vysoce obohaceného uranu 235 v množství postačujícím pro nukleární zbraně.“

## Heisenbergovy citáty
„Ve skutečnosti byl způsob, jímž Bohr uvažoval o atomických fenoménech už od roku 1912, vždy něčím prostředkujícím mezi fyzikou a filosofií.“
„Expert je někdo, kdo zná některé nejhorší chyby, které je možné udělat v jeho oboru, a ví, jak se jim vyhnout.“
„Ideje nejsou zodpovědné za to, co z nich lidé udělají.“
„V diktatuře mohou klást aktivní odpor jen lidé, kteří zdánlivě s režimem spolupracují. Kdo se proti němu vysloví veřejně, ztrácí příležitost k jakémukoliv účinnému odporu.“
„V létě 1939 mohlo ještě dvanáct lidí zabránit výrobě atomových bomb – kdyby se navzájem dohodli.“
„Nejsmutnější kapitolou moderní fyziky je a zůstává Dirakova teorie… Dirakovu teorii považuji za … učený brak, který nikdo nemůže brát vážně.“ (1930)

## Ocenění
- 1932 – Nobelova cena za fyziku (oznámena a předána v roce 1933)
- 1970 – Cena Sigmunda Freuda za vědeckou prózu
- 23. května 2000 byl jeho jménem pojmenován asteroid hlavního pásu (13149) Heisenberg